# Nata superficial de la leche

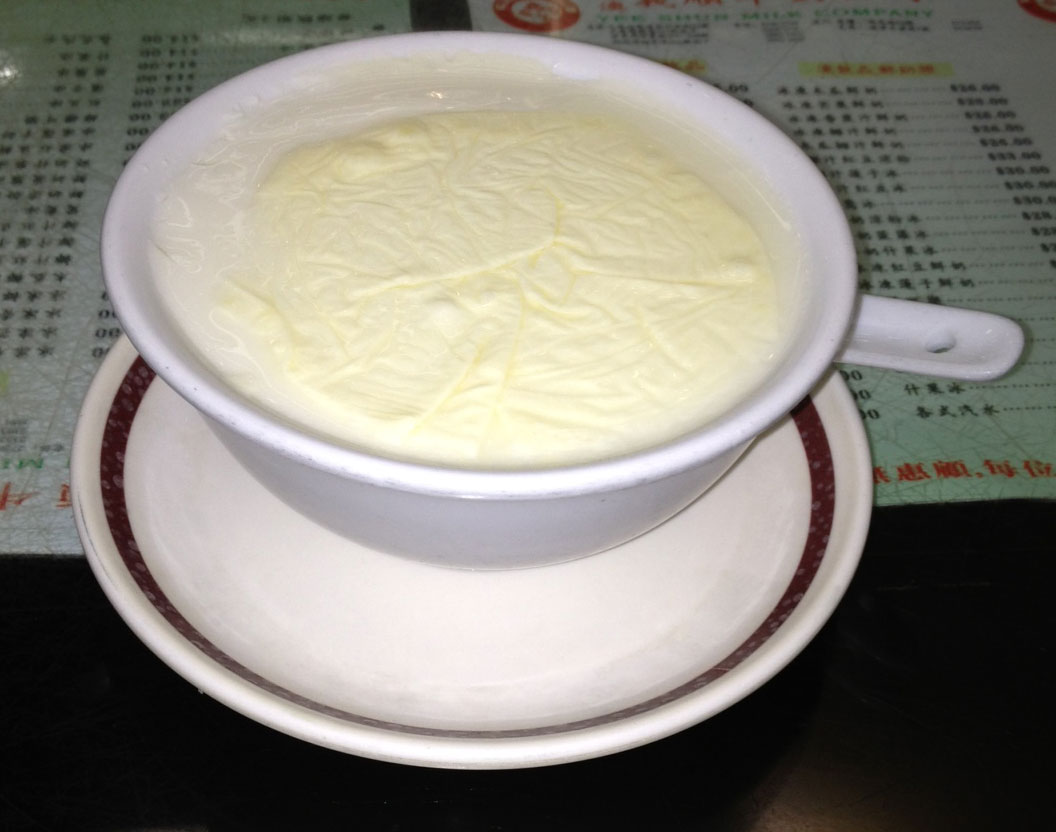
Ejemplo de nata en una taza de leche hervida

La nata superficial de la leche es la capa superficial que se forma al hervir la leche, y que está compuesta por lactalbúmina, proteína de la leche de muy fácil digestión. No debe confundirse con la nata procedente de la grasa de la leche, conocida también como crema de leche.
Esta capa se forma porque la lactalbúmina se separa de la leche al calentarla y dejarla reposar; al ser menos densa que la leche, flota sobre ella. Es muy saludable y posee muchas propiedades beneficiosas.
En el proceso de pasteurización o esterilización UHT de la leche, esta película se hace pasar por una válvula que la desmenuza en partículas muy pequeñas de modo que se mezclen con la leche resultando imperceptibles. Dicho proceso se conoce como homogeneización de la leche. 